# Alexis Sabella
Alexis Amadeo Sabella (Florentino Ameghino, 10 giugno 2001) è un calciatore argentino, centrocampista dell'Atlanta in prestito dal  San Lorenzo.

## Caratteristiche tecniche
È un centrocampista offensivo.

## Carriera
Cresciuto nel settore giovanile del San Lorenzo, debutta in prima squadra il 7 novembre 2020 in occasione dell'incontro di Copa Diego Armando Maradona vinto 2-0 contro l'Estudiantes (LP).

## Statistiche

### Presenze e reti nei club
Statistiche aggiornate al 17 agosto 2021.
| Stagione        | Squadra         | Campionato      | Campionato | Campionato | Coppe nazionali | Coppe nazionali | Coppe nazionali | Coppe continentali | Coppe continentali | Coppe continentali | Altre coppe | Altre coppe | Altre coppe | Totale | Totale |
| Stagione        | Squadra         | Comp            | Pres       | Reti       | Comp            | Pres            | Reti            | Comp               | Pres               | Reti               | Comp        | Pres        | Reti        | Pres   | Reti   |
| --------------- | --------------- | --------------- | ---------- | ---------- | --------------- | --------------- | --------------- | ------------------ | ------------------ | ------------------ | ----------- | ----------- | ----------- | ------ | ------ |
| 2020            | San Lorenzo     |                 | -          | -          | CdL             | 6               | 0               |                    | -                  | -                  |             | -           | -           | 6      | 0      |
| 2021            | San Lorenzo     | PD              | 6          | 1          | CA+CdL          | 0+5             | 0               | CL+CS              | 0+2                | 0                  |             | -           | -           | 13     | 1      |
| Totale carriera | Totale carriera | Totale carriera | 6          | 1          |                 | 11              | 0               |                    | 2                  | 0                  |             | -           | -           | 19     | 1      |